# Exomalopsis digressa
Exomalopsis digressa är en biart som beskrevs av Timberlake 1980. Exomalopsis digressa ingår i släktet Exomalopsis och familjen långtungebin. Inga underarter finns listade i Catalogue of Life.